# Offizin Zürich Verlag
Die Offizin Schweiz Verlag GmbH war ein Schweizer Buchverlag mit Sitz in Zürich. Schwerpunkt der Verlagstätigkeit bildeten die Themenbereiche Fotografie, Kunst sowie Schweizer Kulturgeschichte und Volkskunde.
Der Bereich Fotografie bildete den Schwerpunkt des Programms und umfasste unter anderem Werke von Dieter Bachmann, Michel Comte, Theo Frey, Daniel Gendre und Eduard Rogenmoser. Das von Offizin publizierte Buch Essence, Kern des Machens von Franco P. Tettamanti wurde 2005 mit dem Deutschen Fotobuchpreis ausgezeichnet. Im Kunstbereich fanden sich Werke, die sich mit verschiedenen Künstlern wie Max Frisch, Ferdinand Gehr, Max Gubler, Richard Paul Lohse und Giuseppe Reichmuth oder mit ausgewählten Kunstthemen befassen. Der Themenbereich Schweizer Kulturgeschichte und Volkskunde umfasste unter anderem Titel von Ernst Halter und Paul Hugger.

## Geschichte
Der Verlag wurde 1989 als «OZV Offizin Zürich Verlags AG» gegründet mit Fokus auf die Themenbereiche Kunst, Fotografie, Kulturgeschichte, Volkskunde und Ethnologie. Bis Ende der 1990er Jahre wurde der Verlag von Ernst Halter und Peter Zehnder geführt.
Auf Anfang 2000 wurde der Verlag von der Orell Füssli Verlag gekauft und die verlegerische Verantwortung von deren Geschäftsführer Manfred Hiefner übernommen. Auf Anfang 2008 verkaufte die Orell Füssli Verlag AG den Offizin Zürich Verlag privat an den kurz zuvor in die Geschäftsleitung der Stämpfli Verlag AG übergegangenen Hiefner. Dieser verkaufte im Mai 2009 den mittlerweile in eine GmbH umgewandelten Verlag an Marco Fumasoli, der Anfang 2011 wieder einen Mehrheitsanteil an der Gesellschaft an Manfred Hiefner zurückübertrug, welcher damit geschäftsführender Gesellschafter wurde. Der Offizin Verlag wurde 2017 von der Stämpfli Verlag AG übernommen und per Jahresende 2018 liquidiert.